# Misshandel
Misshandel är ett rättsbegrepp för handlingen att avsiktligt tillfoga någon annan personlig skada. Med misshandel avses som regel fysisk sådan, men den kan också vara psykisk. Fysisk misshandel kan ske med eller utan vapen eller tillhygge, med eller utan hot, och av en främling, en arbetskamrat, närstående eller annan person eller grupp. Med våld kan avses knivstick, knuffar, sparkar, örfilar med mera. Det är ett av de vanligaste brotten mot person.
Yngre män som blir misshandlade blir det oftast offentligt av personer de inte känner alls eller känner väl, medan kvinnor som blir misshandlade oftast blir det av en person hon har eller har haft en kärleksrelation med. All misshandel, psykisk eller fysisk, är brottslig, men det är stora variationer i världen på hur man ser på eventuellt legitimt våld som till exempel nödvärn till skillnad från brottslig misshandel. Exempelvis är aga och kvinnomisshandel tillåtet i vissa länder. I bland annat Sverige är ringa misshandel tillåten om samtycke föreligger.

## Misshandel i svensk rätt
Misshandel är i svensk rätt ett brott som definieras enligt 3 kap. 5-6 §§ brottsbalken (1962:700). Den som orsakat annan person kroppsskada, sjukdom, smärta eller vanmakt har gjort sig skyldig till misshandel.

### Olika grader
Misshandel kan enligt brottsbalken rubriceras som "misshandel" eller som "grov misshandel". Det finns fyra grader av misshandel.
1. Ringa misshandel (misshandel, ringa brott) som kan ge böter eller fängelse i högst sex månader. Ringa misshandel kan bestå av en örfil, en knuff, en lättare spark, eller att slita i någons kläder. Gränsen till ofredande, som i det senare fallet, är ofta oklar. 
- Mamma som agat 10-årig son genom att tilldela honom ett flertal slag på låren och på rumpan med ett köksredskap som tillhygge varav blåmärke och smärta uppstått, har dömts för ringa misshandel av Högsta domstolen i NJA 2003 s. 537.
- En man, som tilldelat en annan man ett knytnävsslag i ansiktet som orsakade ett tre cm långt sår och en svullnad kring såret, har dömts för ringa misshandel till 80 dagsböter enligt NJA 1996 s. 782.

Ringa misshandel var också tidigare ramen för aga av vårdnadshavare, innan sådan undantag avskaffades i Brottsbalken 1979 (i Föräldrabalken 1966).
2. Misshandel som kan ge fängelse i högst två år. 
- Föreståndare för sjukhusavdelning för psykiskt sjuka som förövat våld mot där intagna patienter har dömts för misshandel till två månaders fängelse enligt NJA 1984 s. 137.
- Man som upprepade gånger misshandlat sin hustru har dömts till fängelse i två månader enligt NJA 1988 s. 156.

3. Grov misshandel som kan ge fängelse i lägst ett år och sex månader och högst sex år.
Vid bedömningen av om misshandeln är grov, ska särskilt beaktas om gärningen var livsfarlig eller om gärningsmannen tillfogat svår kroppsskada eller allvarlig sjukdom eller i övrigt visat särskild hänsynslöshet eller råhet. Grov misshandel kan utgöras av att sparka på någon som ligger, eller att flera gärningsmän angriper någon som är hjälplös.
- Man som grovt misshandlat 5-årig flicka har dömts till tre års fängelse enligt NJA 2000 s. 612.
- En HIV-smittad kvinna, som haft upprepade oskyddade vaginala och orala samlag med flera män har frikänts från försök till grov misshandel men dömts för framkallande av fara för annan till ett års fängelse och utvisning enligt NJA 1995 s. 448.

- Officer som dömts för grov misshandel har på grund av att strafflindrande omständigheter ansetts föreligga enligt 29 kap. 3 § brottsbalken (1962:700) dömts till åtta månaders fängelse enligt NJA 1990 s. 776.

4. Synnerligen grov misshandel som kan ge fängelse i lägst fem och högst tio år. Exempel på när en misshandel är att anse som synnerligen grov, är när man använder sig av tillhyggen som kan medföra permanenta skador, eller där permanenta skador - t.ex. blindhet eller förlamning - inträtt som följd av misshandeln.

### Straffrihet
Sådana handlingar som sker under sportaktiviteter och som skulle passa in på beskrivningen av misshandel, som till exempel en våldsam hockeytackling eller ett slag i boxning, undantas ofta från brottet om de sker inom social adekvans. Förutom inom kampsport och kontaktidrott gäller detta även för ringa misshandel inom exempelvis BDSM-aktiviteter, frivilliga slagsmål och produktion av våldspornografi. Våld som är grövre än ringa misshandel är dock även här åtalbar.
- Fotbollsspelare, som under match uppsåtligen tilldelat en annan spelare ett kraftigt knytnävsslag i ansiktet, vilket medfört att han tillfogats vissa skador och - i vart fall - viss tid legat omtöcknad på planen, har dock dömts till fängelse en månad. Knytnävsslaget hade utdelats efter det spelet avblåsts. Domstolarna hade vid straffmätningen beaktat att spelaren varit avstängd viss tid från spel enligt RH 1995:23.
- Två skolpojkar har inlåtit sig i bråk. Så länge följderna begränsar sig till smärta och ringare övergående skador har det ansetts ligga i situationen som sådan att ansvar för ofredande eller misshandelsbrott inte kan komma i fråga. Detta följer av allmänna rättsgrundsatser om samtyckes ansvarsbefriande verkan enligt Högsta domstolens dom i NJA 1993 s. 553. Till följd av detta meddelade HD - med ändring av hovrättens dom som dömt till böter för misshandel - frikännande dom.

### Nödvärn
Att orsaka annan skada, vanmakt eller smärta i självförsvar kan ske i nödvärn. En gärning som någon begår i nödvärn utgör brott endast om den med hänsyn till angreppets beskaffenhet, det angripnas betydelse och omständigheterna i övrigt är uppenbart oförsvarlig. 
- En man utövade våld mot sin före detta sambo, som olovligen försökte tränga in i hans lägenhet för att ta med sig deras gemensamma barn som han hade umgänge med. Åtalet för misshandel ogillades på grund av nödvärn enligt RH 1999:129.

### Statistik
Under 2008 anmäldes omkring 84 600 misshandelsbrott i Sverige.
När det gäller misshandel är män överrepresenterade både bland förövare och offer. Brottsförebyggande rådet beräknar att 185 kvinnor och 390 män anmäls misshandlade i Sverige varje dag.